# Thomas Lemar
Thomas Lemar (n. 12 noiembrie 1995, Baie-Mahault⁠(d), Guadeloupe, Franța) este un fotbalist francez liber de contract, care joacă pe post de mijlocaș. Pe plan internațional, are prezențe la națională pentru Franța U17⁠(d), Franța U18⁠(d), Franța U19⁠(d), Franța U20⁠(d), Franța U21⁠(d) și Franța.

## Titluri
Monaco
- Ligue 1: 2016–17[4]

Individual
- UEFA Champions League Breakthrough XI: 2016[5]
- UNFP Player of the Month: November 2016[6]